# Vęgoria Węgorzewo
Cywilno-Wojskowy Klub Sportowy Vęgoria Węgorzewo – założony w 1946 roku w  Węgorzewie klub sportowy.
W 1946 powstaje drużyna piłkarska przy Komendzie Powiatowej Milicji Obywatelskiej,  a w 1948 Międzyszkolny Klub Sportowy. Od 1949 drużyna KP MO jako Gwardia, a Międzyszkolny KS jako Ogniwo, 1954 – fuzja Ogniwa i Gwardii (Spójnia), od 1955 jako Sparta, 
od 1956 - WKS Vęgoria, 1958 fuzja z WKS Pocisk Bemowo Piskie (WKS Vęgoria), 1965 - MKS Vęgoria, 1966 - fuzja z Motorem Węgorzewo (MKS Motor), 1971–1979 i od 1989 - MKS Vęgoria (1986–1988 LZS Węgorzewo), od 1990 - WKS Vęgoria, od 1994 – CWKS Vęgoria.

## Historia

### Lata1919–1945
W 1919 roku powstała sekcja piłkarska TuSV Angerburg (rozwiązana przed 1928), a w 1928 roku Towarzystwo Gier Ruchowych Angerburg. Działalność tego ostatniego zakończyła się w styczniu 1945 roku, po wkroczeniu Armii Czerwonej do Angerburga. 

### Lata1945–1959
Już w polskim Węgorzewie w 1946 roku powstała drużyna piłkarska przy Komendzie Powiatowej Milicji Obywatelskiej, natomiast w 1948 - Międzyszkolny Klub Sportowy.  Międzyszkolny KS rozegrał 28 lipca 1948 roku mecz towarzyski z  Łuczaninem w Giżycku i przegrał 0:7. Na początku 1949 roku z racji powstania Związkowych Zrzeszeń Piłkarskich, kluby w Polsce przyjęły nazwy zrzeszeniowe i tak klub KP MO zmienił nazwę na Gwardia, a Międzyszkolny KS stał się Ogniwem (klub pracowników administracji państwowej i instytucji społecznych, energetyki, kultury, sztuki i szkolnictwa). Jesienią 1949 roku zarówno Gwardia, jak i Ogniwo przystąpiły do rozgrywek klasy C (ówczesna piąta – najniższa liga). W roku 1954 Gwardia wygrała klasę C i awansowała do baraży o klasę B. Wtedy doszło do fuzji Gwardii z Ogniwem - powstały klub wstąpił do zrzeszenia Spójnia (kluby pracowników spółdzielczości pracy, handlu i przemysłu spożywczego). Spójnia wygrała baraże i w sezonie 1955 klub zagrał w klasie B już pod nazwą Sparta (w grudniu 1954 połączono zrzeszenia Ogniwo i Spójnia w jedno o nazwie Sparta). Przygoda Sparty z klasą B trwała tylko jeden sezon, jednak po roku klub powrócił do klasy B. W marcu 1955 roku zezwolono na powrót do historycznych nazw klubów, jednak węgorzewska drużyna nie miała tradycji przedwojennej (jeżeli chodzi o polski klub). Dlatego przed sezonem 1957 wymyślono nazwę "Vęgoria". Vęgoria awansowała do klasy A (najwyższy wówczas poziom w województwie), jednak została wycofana z rozgrywek przez OZPN Olsztyn. Skutkowałoby to spadkiem, a nawet może rozwiązaniem drużyny, ale postanowiono o fuzji z WKS Bemowo Piskie. 

### Lata1959–1979
Vęgoria w piorunującym stylu wygrała klasę A i awansowała do III ligi (od 1957 województwo olsztyńskie miało swoją III ligę). Vęgoria rozegrała w III lidze 7 sezonów (w sezonie 1962/63 była blisko baraży o II ligę, zajmując 3. miejsce w lidze). Na skutek zajęcia przedostatniego miejsca w lidze i reformy ligowej, Vęgoria spadła w sezonie 1965/66 o dwie klasy rozgrywkowe - do klasy A (piąty poziom ligowy). Po spadku postanowiono o fuzji z istniejącą od początku lat 60. drużyną "Motor" (Vęgoria przyjęła jej nazwę). Motor wygrał A klasę i zagrał w barażu o klasę okręgową. Niestety, przegrał w Biskupcu z Mazurem Pisz 0:2 i przez następne 8 sezonów grał w wojewódzkiej klasie A (od sezonu 1973/74 czwarty poziom ligowy). W roku 1971 powrócono do nazwy "Vęgoria". Vęgoria wygrała klasę A w sezonie 1974/75 i rok później zagrała w klasie wojewódzkiej (jedna z 24 grup III ligi). Od tego momentu zaczął się powolny upadek Vęgorii - spadek do klasy A, a potem do klasy B. Po dwóch latach gry w tej klasie rozgrywkowej nastąpiło rozwiązanie sekcji piłkarskiej (postawiono na kajakarstwo).

### Lata1979–2005
Po 7 latach bez piłki nożnej w Węgorzewie, w 1986 roku powstała drużyna LZS Węgorzewo, która w sezonie 1987/88 wygrała  II grupę suwalskiej klasy B (szósty poziom ligowy) i awansowała do klasy A. W trakcie sezonu 1988/89 LZS zmienił nazwę na "Vęgoria") Przez kilka następnych lat rozgrywała mecze w suwalskiej klasie okręgowej i klasie A. Po reformie administracyjnej z 1999 roku, Vęgoria znalazła się w warmińsko-mazurskiej klasie okręgowej. Po zajęciu w sezonie 2001/2002 15. miejsca i przegranym barażu z Zalewie z Ewingami 0:1, Vęgoria znalazła się w warmińsko-mazurskiej klasie A (VI liga) i nie była w stanie się z niej wydostać przez 3 sezony (2002–2005).

### Lata od2005
Od sezonu 2004/2005 rozpoczęła się stopniowa odbudowa Vęgorii. W tym sezonie klub wywalczył awans z A klasy do klasy okręgowej, a w sezonie 2007/2008 grał już w IV lidze (po wygranych barażach z Romintą Gołdap - 3:0 i 1:1). Po reformie rozgrywek po sezonie 2007/08 zespół znalazł się w nowej III lidze podlasko-warmińsko-mazurskiej (IV poziom ligowy), w której grał przez 3 sezony (2008/09-2010/11). W tym ostatnim sezonie zajął 13. pozycję, która dawała utrzymanie, ale zarówno zwycięzca ligi (Olimpia Zambrów), jak i zdobywca 2. miejsca (Huragan Morąg) zrezygnowali z awansu i Vęgoria spadła do IV ligi warmińsko-mazurskiej, w której grała przez 3 sezony. W sezonie 2013/14 zajęła tam 14. miejsce i spadła do klasy okręgowej, gdzie gra do dzisiaj.

## Sezon po sezonie[2]
| Sezon   | Liga                                                     | Pozycja                         | Punkty                         | Bramki                                 | Uwagi |
| ------- | -------------------------------------------------------- | ------------------------------- | ------------------------------ | -------------------------------------- | --- |
| do 1945 | ligi rejonowe Prus Wschodnich                            |                                 |                                |                                        | |
| 1946-48 |                                                          |                                 |                                |                                        | brak rozgrywek                                                                                                 |
| 1948/49 |                                                          |                                 |                                |                                        | węgorzewskie drużyny nie przystąpiły do rozgrywek                                                              |
| 1949/50 | Klasa C (grupa Kętrzyn)                                  | 2(Ogniwo), 4(Gwardia)           | ?                              | ?:?                                    | |
| 1950/51 | Klasa C(grupa Kętrzyn)                                   | 1 (Ogniwo), 4(Gwardia)          | 7 (Gwardia)                    | ?:?                                    | Ogniwo awansowało do baraży o klasę B brak awansu (4 miejsce w barażach)                                       |
| 1952    | IV klasa mistrzowska                                     | –                               | –                              | -:-                                    | reforma PZPN na jeden sezon tylko mecze towarzyskie                                                            |
| 1953    | klasa C(Kętrzyn)                                         | 5(Ogniwo), 2(Gwardia)           |                                | ?:?                                    | |
| 1954    | klasa C(Kętrzyn)                                         | 1(Gwardia), 5(Ogniwo)           | ?                              | ?:?                                    | Gwardia awansowała do baraży o klasę B · zwycięstwo w barażach jako Spójnia · (4 mecze, 7 pkt., bramki 10:6) · |
| 1955    | klasa B                                                  | 9                               | 11                             | 34:45                                  | jako Sparta · spadek                                                                                           |
| 1956    | klasa C                                                  | 1                               | ?                              | ?:?                                    | jako Sparta · awans                                                                                            |
| 1957    | klasa B                                                  | 1                               | 19                             | 36:15                                  | od tego sezonu jako Vęgoria · awans                                                                            |
| 1958    | klasa A                                                  | 12                              | 0                              | 13:86                                  | wycofana przez OZPN Olsztyn                                                                                    |
| 1959    | klasa A                                                  | 1                               | 30                             | 76:15                                  | przed sezonem połączenie · z WKS Bemowo Piskie · awans                                                         |
| 1960    | III liga                                                 | 7                               | 16                             | 22:39                                  | |
| 1960/61 | III liga                                                 | 6                               | 16                             | 33:42                                  | |
| 1961/62 | III liga                                                 | 7                               | 18                             | 25:30                                  | |
| 1962/63 | III liga                                                 | 3                               | 22                             | 40:27                                  | |
| 1963/64 | III liga                                                 | 8                               | 13                             | 24:27                                  | |
| 1964/65 | III liga                                                 | 4                               | 21                             | 35:28                                  | |
| 1965/66 | III liga                                                 | 11                              | 14                             | 23:64                                  | spadek o dwie klasy rozgrywkowe                                                                                |
| 1966/67 | klasa A                                                  | 1                               | 30                             | 56:16                                  | przegrany baraż o klasę okręgową Mazur Pisz (0:2 – n, Biskupiec) jako Motor                                    |
| 1967/68 | klasa A                                                  | 7                               | 21                             | 44:42                                  | jako Motor |
| 1968/69 | klasa A                                                  | 7                               | 25                             | 40:35                                  | jako Motor |
| 1969/70 | klasa A                                                  | 7                               | 17                             | 41:30                                  | jako Motor |
| 1970/71 | klasa A                                                  | 5                               | 17                             | 39:45                                  | jako Motor |
| 1971/72 | klasa A                                                  | 2                               | 27                             | 56:10                                  | jako Vęgoria                                                                                                   |
| 1972/73 | klasa A                                                  | 3                               | 26                             | 53:20                                  | |
| 1973/74 | klasa A                                                  | 5                               | 24                             | 60:49                                  | od tego sezonu klasa A jest czwartym poziomem ligowym                                                          |
| 1974/75 | klasa A                                                  | 1                               | 23                             | 53:31                                  | awans |
| 1975/76 | klasa wojewódzka (Olsztyn)                               | 10 (I faza), 4 (grupa spadkowa) | 3 (I faza), 4 (grupa spadkowa) | 11:69 (I faza), 11:12 (grupa spadkowa) | spadek |
| 1976/77 | klasa A                                                  | 10                              | 4                              | 8:74                                   | spadek |
| 1977/78 | klasa B                                                  | 5                               | 11                             | 29:23                                  | |
| 1978/79 | klasa B                                                  |                                 |                                |                                        | po sezonie rozwiązanie sekcji piłkarskiej                                                                      |
| 1979/80 |                                                          |                                 |                                |                                        | drużyna piłkarska rozwiązana                                                                                   |
| 1980/81 |                                                          |                                 |                                |                                        | drużyna piłkarska rozwiązana                                                                                   |
| 1981/82 |                                                          |                                 |                                |                                        | drużyna piłkarska rozwiązana                                                                                   |
| 1982/83 |                                                          |                                 |                                |                                        | drużyna piłkarska rozwiązana                                                                                   |
| 1983/84 |                                                          |                                 |                                |                                        | drużyna piłkarska rozwiązana                                                                                   |
| 1984/85 |                                                          |                                 |                                |                                        | drużyna piłkarska rozwiązana                                                                                   |
| 1985/86 |                                                          |                                 |                                |                                        | drużyna piłkarska rozwiązana                                                                                   |
| 1986/87 | klasa B                                                  |                                 |                                |                                        | jako LZS Węgorzewo                                                                                             |
| 1987/88 | klasa B                                                  | 1                               |                                |                                        | jako LZS Węgorzewo · awans                                                                                     |
| 1988/89 | klasa A                                                  | 4                               | 34                             | 68:46                                  | w trakcie sezonu zmiana nazwy na "Vęgoria"                                                                     |
| 1989/90 | Klasa A (grupa Suwałki)                                  | 7                               | 21                             | 60:55                                  | awans |
| 1990/91 | Liga okręgowa (grupa Suwałki)                            | 5                               | 27                             | 49:51                                  | |
| 1991/92 | Liga okręgowa (grupa Suwałki)                            | 12                              | 22                             | 34:59                                  | spadek |
| 1992/93 | Klasa A (grupa Suwałki)                                  | 3                               | 34                             | 58:37                                  | |
| 1993/94 | Klasa A (grupa Suwałki)                                  | 1                               | 34                             | 66:26                                  | awans |
| 1994/95 | Liga okręgowa (grupa Suwałki)                            | 14                              | 16                             | 27:66                                  | spadek |
| 1995/96 | Klasa A (grupa Suwałki)                                  | 1                               | 64                             | 93:32                                  | awans |
| 1996/97 | Liga okręgowa (grupa Suwałki)                            | 10                              | 24                             | 42:39                                  | |
| 1997/98 | Liga okręgowa (grupa Suwałki)                            | 5                               | 46                             | 65:50                                  | |
| 1998/99 | Liga okręgowa (grupa Suwałki)                            | 5                               | 48                             | 78:37                                  | |
| 1999/00 | Liga okręgowa (grupa Suwałki)                            | 12                              | 28                             | 38:68                                  | |
| 2000/01 | Liga okręgowa (grupa warmińsko-mazurska III)             | 7                               | 28                             | 46:33                                  | |
| 2001/02 | Liga okręgowa (grupa warmińsko-mazurska I)               | 15                              | 25                             | 31:66                                  | spadek |
| 2002/03 | Klasa A (grupa warmińsko-mazurska I)                     | 2                               | 49                             | 61:28                                  | |
| 2003/04 | Klasa A (grupa warmińsko-mazurska I)                     | 2                               | 44                             | 60:24                                  | |
| 2004/05 | Klasa A (grupa warmińsko-mazurska I)                     | 1                               | 56                             | 80:22                                  | awans |
| 2005/06 | Liga okręgowa (grupa warmińsko-mazurska I)               | 6                               | 47                             | 65:45                                  | |
| 2006/07 | Liga okręgowa (grupa warmińsko-mazurska I)               | 2                               | 64                             | 85:43                                  | awans poprzez baraże                                                                                           |
| 2007/08 | IV liga (grupa warmińsko-mazurska)                       | 5                               | 55                             | 52:29                                  | awans |
| 2008/09 | III liga (grupa podlasko-warmińsko-mazurska)             | 9                               | 39                             | 47:49                                  | od tego sezonu III liga jest IV poziomem ligowym                                                               |
| 2009/10 | III liga (podlasko-warmińsko-mazurska)                   | 13                              | 34                             | 29:43                                  | |
| 2010/11 | III liga (podlasko-warmińsko-mazurska)                   | 13                              | 33                             | 45:57                                  | spadek |
| 2011/12 | IV liga polska w piłce nożnej (grupa warmińsko-mazurska) | 13                              | 29                             | 41:58                                  | |
| 2012/13 | IV liga polska w piłce nożnej (grupa warmińsko-mazurska) | 10                              | 34                             | 48:65                                  | |
| 2013/14 | IV liga polska w piłce nożnej (grupa warmińsko-mazurska) | 14                              | 29                             | 43:60                                  | spadek |
| 2014/15 | Liga okręgowa (grupa warmińsko-mazurska I)               | 5                               | 56                             | 74:39                                  | |
| 2015/16 | Liga okręgowa (grupa warmińsko-mazurska I)               | 5                               | 49                             | 82:41                                  | |
| 2016/17 | Liga okręgowa (grupa warmińsko-mazurska I)               | 9                               | 40                             | 61:58                                  | |
| 2017/18 | Liga okręgowa (grupa warmińsko-mazurska I)               | 10                              | 41                             | 58:60                                  | |
| 2018/19 | Liga okręgowa (grupa warmińsko-mazurska I)               | 12                              | 32                             | 41:62                                  | baraż wstępny o utrzymanie Ewingi Zalewo (d) 1:0                                                               |
| 2019/20 | Liga okręgowa (grupa warmińsko-mazurska I)               | 13                              | 15                             | 29:39                                  | 17 kolejek |
| 2020/21 | Liga okręgowa (grupa warmińsko-mazurska I)               | 6                               | 46                             | 69:52                                  | |
| 2021/22 | Liga okręgowa (grupa warmińsko-mazurska I)               | 6                               | 46                             | 58:58                                  | |
| 2022/23 | Liga okręgowa (grupa warmińsko-mazurska I)               | 3                               | 63                             | 71:41                                  | |
| 2023/24 | Liga okręgowa (grupa warmińsko-mazurska I)               | 6                               | 48                             | 85:75                                  | |

| Oznaczenie kolorami |
| ------------------- |
| III poziom ligowy   |
| IV poziom ligowy    |
| V poziom ligowy     |
| VI poziom ligowy    |

## Stadion
Vęgoria rozgrywa mecze na Stadionie Miejskim w Węgorzewie, który się mieści przy ul. Turystycznej 13T.
| Dane techniczne          | Dane techniczne |
| ------------------------ | --------------- |
| Wymiary boiska           | 102 × 68 m      |
| Pojemność stadionu       | 600 miejsc      |
| Liczba miejsc siedzących | 600             |
| Oświetlenie              |                 |
| Zadaszenie               | jest            |
| Podgrzewana murawa       |                 |

## Znani zawodnicy
- Mariusz Machniak – 1 występ w ekstraklasie w barwach Stomilu Olsztyn
- Dominik Kun – występy w ekstraklasie w barwach Pogoni Szczecin, Wisły Płock i Widzewa Łodź
- Patryk Kun – występy w ekstraklasie w barwach Arki Gdynia, Rakowa Częstochowa i Legii Warszawa